# Corpus vasorum antiquorum

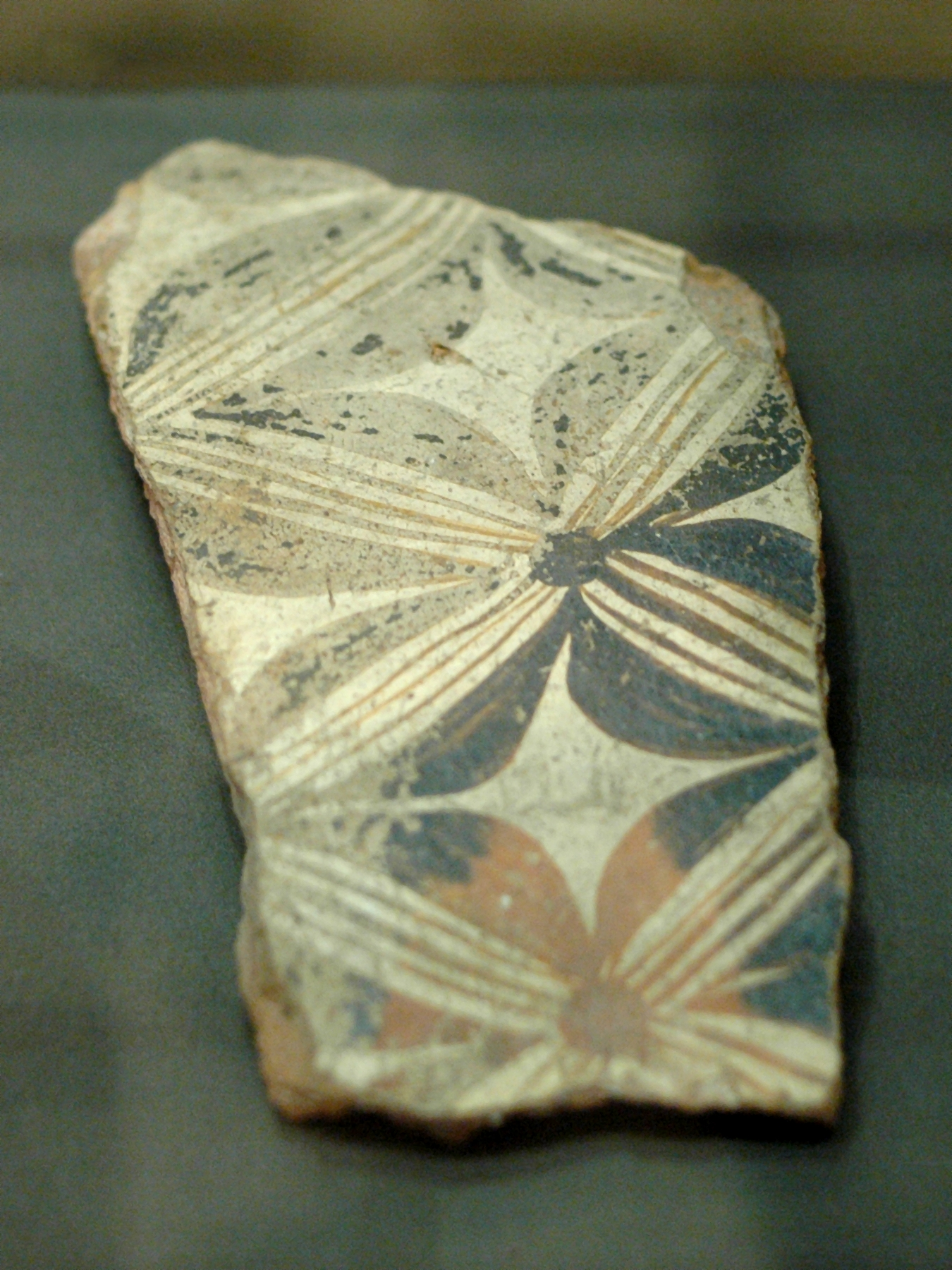
Fragmento de pitos de estilo palacial (Minoico Reciente I) proveniente de Cnosos, Museo del Louvre, primer vaso publicado en el CVA.

El Corpus vasorum antiquorum (en latín, «corpus de vasos antiguos»), abreviado como CVA, es un proyecto de investigación de la Unión académica internacional, cuyo propósito es publicar los vasos del mundo griego y de los que sufrieron su influencia, como la cerámica etrusca, chipriota, italiota, ibera o tracia.
El proyecto fue lanzado en 1919 bajo la égida de la Unión académica internacional, nacida el mismo año. Se debió a la iniciativa de Edmond Pottier, por aquel entonces conservador en jefe del departamento de Antigüedades grecorromanas y orientales del Museo del Louvre. El primer fascículo, publicado en 1922 por Pottier, incluye, además, las colecciones de este museo. Su pretensión es publicar «todos los vasos antiguos de arcilla, comprendidos los de cerámica esmaltada y los de cerámica en relieve, vasos tanto decorados como no, que representen la civilización europea y la del Oriente Próximo mediterráneos. De este conjunto se excluyen los vasos de piedra, de metal y de vidrio (…) así como los vasos de Extremo Oriente que constituyen una categoría aparte.
El proyecto, que reunió inicialmente a seis países –Bélgica, Francia, Dinamarca, Gran Bretaña, Italia y los Países Bajos– cuenta en 2018 con veintiocho. Se han inventariado más de 100.000 vasos expuestos en colecciones públicas. Las reglas, fijadas en 1919, preveían que la fotografía fuese el modo de reproducción exclusivo de los vasos, en lugar del dibujo o el calco. Cada vaso debía tener al menos una vista de conjunto. La publicación se hace por museo o colección, cada fascículo in-quarto, llevando a la vez el nombre de la institución y el del país: el primero publicado por el CVA fue el fascículo 1 del Museo del Louvre y el fascículo de la serie Francia. Las lenguas de publicación son el inglés, el francés, el italiano y el alemán. 
En cada país el proyecto es confiado a una sociedad científica que asume la publicación de las colecciones de su territorio a su costa. Así, la serie Francia está bajo la responsabilidad de la Academia de las inscripciones y lenguas antiguas, que hace inventario de las colecciones del Museo del Louvre, del Cabinet des médailles de la Biblioteca Nacional de Francia y de los museos provinciales como el Museo Vivenel de Compiègne, el Museo Dobrée de Nantes y el Museo Nacional de Ensérune. En Gran Bretaña, es administrado por la Academia Británica, bajo la dirección de Sir John Boardman. Los fascículos publicados cubren mayoritariamente las colecciones del Museo Británico, el Museo Ashmolean de Oxford, el Museo Fitzwilliam de Cambridge, la Colección Burrell del Hunterian Museum and Art Gallery de Glasgow, de Castle Ashby, de Winchester College, de la universidad de Reading, del Marischal Museum de la universidad de Aberdeen o de Harrow School. En Italia, está confiado a la Unione accademica nazionale, que hasta 2009 ha publicado 74 volúmenes en 2009, encargándose sobre todo del Museo Nacional Etrusco, los Museos Capitolinos, el Museo Arqueológico Nacional de Nápoles, el Museo Arqueológico Nacional de Chiusi o el Museo Arqueológico Nacional de Tarquinia.